# The Wombats
The Wombats sono un gruppo musicale indie rock formato da tre elementi, proveniente da Liverpool, Inghilterra. Il gruppo è formato da Matthew Murphy  (voce, chitarra e tastiere) e Dan Haggis (batteria) e dal norvegese Tord Øverland-Knudsen (basso).

## Storia

### Primi anni (2003 - 2006)
I tre membri del gruppo si incontrano al Liverpool Institute of Performing Arts. La scuola dà loro la possibilità di suonare ad un concerto in Cina di fronte ad un pubblico di 20.000 persone. Il loro singolo di debutto Lost in the Post/Party in a Forest (Where's Laura) è stato pubblicato verso la fine del 2006. In Giappone esce un album chiamato Girls, Boys and Marsupials ed iniziano a guadagnare ascolti in tutto l'Estremo Oriente, mentre in patria sono praticamente sconosciuti.
Dan Haggis, come il batterista del gruppo, afferma in un'intervista - in Italia, tra l'altro - che non sia vero che in Estremo Oriente siano molto popolari, come la maggior parte delle persone crede a causa della loro scelta di pubblicare il primo album solo in Giappone.

### A Guide to Love, Loss And Desperation(2007-2010)
La Raccolta di fondi della Serious Request 2007 ha avuto luogo nei Paesi Bassi, dove la 3FM ha raccolto più di 5 milioni di euro. Durante la raccolta di beneficenza, tre DJ si sono rinchiusi in una casa di vetro e non hanno mangiato per sei giorni, per raccogliere fondi per chi ha bisogno di acqua nei paesi del terzo mondo. Durante questa manifestazione di beneficenza, Let's Dance to Joy Division è stato il singolo più richiesto. Più di 500 ascoltatori richiesero il singolo e vennero raccolti più di 1 500 €.
La band pubblica una seconda edizione limitata in vinile chiamata Moving to New York nel gennaio del 2007. I singoli in esso contenuti ottengono ottime critiche da DJ radiofonici come Colin Murray e Zane Lowe. A maggio i Wombats pubblicano il loro terzo singolo chiamato Backfire at the Disco, che fa guadagnare successo al gruppo. I Wombats raggiungono la posizione #35 nella Chart britannica dei singoli più ascoltati. Il loro singolo Let's Dance to Joy Division è stato pubblicato nell'ottobre del 2007, data che coincide con l'uscita del loro album di debutto intitolato The Wombats Proudly Present: A Guide to Love, Loss & Desperation, che guadagna l'undicesima posizione nella classifica degli album più venduti del 2007. La pubblicazione è stata seguita da un tour europeo che termina con una party di Natale alla Liverpool Academy. Moving to New York sarà nuovamente ridistribuito il 14 gennaio 2008.

### The Wombats Proudly Present... This Modern Glitch(2010-2013)
Nel settembre 2010 la band ha annunciato che era vicina al completamento del loro secondo album in studio, registrato a Los Angeles, California. L'album è stato prodotto da Eric Valetine, che ha già lavorato con band quali Lostprophets e Queens of the Stone Age. Il disco viene pubblicato il 25 aprile 2011 nel Regno Unito e il 22 in Australia.
La band fa quindi uscire quattro singoli: Tokyo (Vampires & Wolves) (settembre 2010), Jump Into the Fog (gennaio 2011), Anti-D (aprile 2011) e Techno Fan (giugno 2011), anticipato dal video sul loro canale YouTube..

### Glitterbug(2013-2017)
Nell'ottobre 2013 il gruppo pubblica il brano Your Body Is a Weapon.
Nel dicembre 2014 è annunciata la pubblicazione dell'album Glitterbug. Nel gennaio 2015 è diffuso il singolo Greek Tragedy. Nell'aprile seguente esce il disco Glitterbug, pubblicato come gli altri dalla 14th Floor Records.

### Beautiful People Will Ruin Your Life(2017-2021)
Nell'ottobre 2017 è annunciato il titolo del quarto album in studio, Beautiful People Will Ruin Your Life, che esce il 9 febbraio 2018.

### Fix Yourself, Not the World(2021–oggi)
A partire dal 13 maggio 2021, la band ha postato una serie di anteprime su vari social network che hanno preceduto l'annuncio del singolo Method to the Madness del 24 maggio 2021, pubblicato ufficialmente il 26 maggio 2021. Nei mesi successivi la band ha pubblicato come ulteriori singoli If You Ever Leave, I'm Coming with You, Ready for the High e Everything I Love Is Going To Die, come anticipazione del loro quinto album Fix Yourself, Not the World del quale fanno parte. L'album è stato pubblicato il 14 gennaio 2022 e ha raggiunto nella sua prima settimana la posizione di vertice nella Official Albums Chart del Regno Unito.

## Discografia

### Album in studio
- 2007 - The Wombats Proudly Present: A Guide to Love, Loss & Desperation
- 2011 - The Wombats Proudly Present: This Modern Glitch
- 2015 - Glitterbug
- 2018 - Beautiful People Will Ruin Your Life
- 2022 - Fix Yourself, Not the World
- 2025 - Oh! The Ocean

### EP
- 2006 - Girls, Boys and Marsupials
- 2007 - The Wombats Go Pop! Pop! Pop!
- 2007 - The Wombats EP
- 2011 - This Acoustic Glitch (EP)

### Live
- 2008 - Live in the UK

## Festival a cui hanno partecipato
- Midi Modern Music Festival (The Guardian Review)
- Lake of Stars Festival, Malawi
- Matthew Street Festival, Liverpool
- Glastonbury Festival (2007)
- Knowsley Hall Music Festival, Liverpool
- Oxegen Festival, Ireland
- V Festival (2007)
- Rock Ness Festival (2007)
- Bestival (2007)
- Fuji Rock Festival (2007)
- Get Loaded in the Park (2007)
- Nordkapp Independent Tour (2008)()
- Frequency (Salzburg) (2008)
- Pukkelpop Sab 16_08_08 h15.00(Hasselt - B)
- I-Day Festival (2011)
- Home Festival (2018)